# Callicebus stephennashi
Callicebus stephennashi (Тіті Стівена Неша) — рід широконосих мавп родини Сакієві (Pitheciidae).

## Опис
Це відносно невеликі примати з густим, пухнастим хутром. Виміряні зразки мали довжина тіла 27-28 см, хвіст був довжиною 42 сантиметрів. Вага була 480—780 грам. Шерсть на спині і на плечах і стегнах сірий, живіт і передпліччя і ноги яскраво-червоні, білі лапи. Хвіст пухнастий і довший тіла. Голова кругла і маленька, верх сірий. Широкий чорна смуга поширюється на лоб. Довге спинне волосся яскраво червоного кольору.

## Поширення
Ендемік східного берегу річки Пурус в Бразилії.

## Спосіб життя
Дієта складається в основному з м'якоті плодів, листя, комах і насіння. Вони утворюють невеликі, територіальні групи і вважаються моногамними. Вони мають невеликі оселища 1,5-30 км і денна 0,5-1,5 км.

## Загрози
Немає інформації про основні загрози для даного виду. Не відомо, чи живе в охоронних територіях.